# Concattedrale della Vergine Maria (Gherla)
La concattedrale della Vergine Maria o concattedrale della Presentazione di Maria al Tempio (in rumeno: Co-catedrala  Intrarea în Biserică a Maicii Domnului) è la chiesa concattedrale dell'eparchia di Cluj-Gherla. Si trova nella città di Gherla, in Romania.

## Storia
La costruzione della cattedrale è stata completata nel 1906. La chiesa è stata cattedrale dell'eparchia di Gherla fino al 1930, quando la sede venne spostata a Cluj, presso la cattedrale della Trasfigurazione, e la cattedrale di Gherla divenne concattedrale. Dal 1948, quando la Chiesa greco-cattolica romena fu dichiarata illegale dal regime comunista, l'edificio è stato ceduto alla Chiesa ortodossa romena ed è stato adibito a chiesa parrocchiale ortodossa.
Nonostante la promessa fatta il 2 giugno 2005 dal patriarca Teoctist di restituire l'edificio alla Chiesa greco-cattolica, la chiesa è ancora sede della parrocchia ortodossa.